# Zweeds zwart hoen
Het Zweedse zwarte hoen of Bohus-Dal-hoen is een kippenras uit Zweden en Noorwegen dat door een fibromelanose genaamde mutatie volledig zwart is. Volgens een overlevering is het ras geïntroduceerd door Nederlandse zeelieden in het midden van de 19e eeuw. Een verwantschap met de Indonesische Ajam tjemani wordt daarom soms aangenomen.

## Kenmerken
Het ras is klein gebouwd, maar wordt echter niet tot de krielrassen gerekend. De veren, de snavel, de poten, de huid, de pupillen en ook de kam zijn volledig zwart, evenals het vlees en de botten. Gemiddeld weegt een haan 1,5 à 2 kilo en een hen 1 à 1,5 kilo. De eieren zijn eveneens klein en wegen tussen de 38 en 48 gram.